# Mesnil-Roc'h
Mesnil-Roc'h es una comuna nueva francesa situada en el departamento de Ille y Vilaine, de la región de Bretaña.

## Historia
Fue creada el 1 de enero de 2019, en aplicación de una resolución del prefecto de Ille y Vilaine de 11 de diciembre de 2018 con la unión de las comunas de Lanhélin, Saint-Pierre-de-Plesguen y Tressé, pasando a estar el ayuntamiento en la antigua comuna de Saint-Pierre-de-Plesguen.

## Demografía
Según los datos aportados en la resolución del prefecto de Ille y Vilaine, la comuna se crea con 4306 habitantes.

## Composición
| Comuna fusionada         | Código INSEE | Población (2016) | Superficie (km²) | Densidad (hab./km²) |
| ------------------------ | ------------ | ---------------- | ---------------- | ------------------- |
| Lanhélin                 | 35147        | 993              | 6.43             | 154                 |
| Saint-Pierre-de-Plesguen | 35308        | 2884             | 29.49            | 98                  |
| Tressé                   | 35344        | 402              | 5.24             | 77                  |